# NGC 6845C
NGC 6845C (другие обозначения — PGC 63979, ESO 284-8A, A 1957-47A) — линзообразная галактика (S0) в созвездии Телескоп.
Этот объект не входит в число перечисленных в оригинальной редакции «Нового общего каталога» и был добавлен позднее.